# 鈴乃屋
株式会社鈴乃屋（すずのや）は、日本の呉服専門店。神奈川県川崎市高津区に本社がある。まるやま・京彩グループのグループ企業であり、株式会社紅輪の100%子会社。

## 概要
1930年に日本橋にて呉服商を創業。その後戦災で焼失したが、1947年に小泉清子が上野広小路にて「きもの帯 鈴乃屋」を創業し、1950年に旧社が設立。
出店数は、1970年代には100店舗を超え、1983年には165店舗にまで増加した。「大河ドラマ」などの衣装考証にも携わり、知名度の上昇などから1990年3月期には約680億円の売上をあげていた。
しかし、着物は購入からレンタル利用へ変遷するなど、着物市場が縮小した事から、不採算店の閉鎖などを進め、事業を順次縮小していき、2017年3月期の売上も約85億円にまで落ち込んだ。新型コロナウイルス感染拡大による卒業式や入学式の中止の影響もあり、業績がさらに悪化し、借入金も2022年3月時点では50億円にまで増加していた。
このため旧社はスポンサーを募ったうえで経営再建を図ることになり、旧社とまるやま・京彩グループは2024年3月18日に資本業務提携を締結したと同時に、旧社が新設分割で設立する新会社の株式を株式会社紅輪に譲渡する契約を締結した。
2024年4月25日に、旧社の着物販売事業などを株式会社鈴乃屋（新社）へ会社分割により譲渡したと同時に、新社の株式は紅輪へ譲渡された。新社の本社は東京都千代田区に置かれる他、登記上の本店も世田谷区奥沢にある自由が丘まるやま本店と同一地に置かれる。旧社は事業譲渡の当日に株式会社平河に商号変更された。
平河は、会社分割前に発生した売掛金等の支払い完了後に清算手続を進める予定であった。しかし、2024年3月と4月の売り上げが急減したため、支払い資金が不足することが判明。新社は2024年5月22日、平河が5月21日に東京地方裁判所に対して破産を申し立てたことを明らかにし、翌5月22日に東京地方裁判所から破産手続開始決定を受けた。平河の負債総額は約34億円。

## 沿革

### 鈴乃屋（旧社）→平河
- 1947年（昭和22年）9月、小泉清子が東京・上野広小路にて「きもの帯 鈴乃屋」（現在の上野本店）を創業。
- 1950年（昭和25年）6月、株式会社鈴乃屋を設立。
- 1953年（昭和28年）きもの両面着と両面名古屋帯を開発し、特許登録。
- 1964年（昭和39年）初めて皇室のお衣裳ご調整、今日に至る。
- 1971年（昭和46年）鈴乃屋きもの学院を開設。
- 1980年（昭和55年）経済産業省より認可を受け「鈴乃屋リンリン友の会」を発足。
- 1984年（昭和59年）小泉清子がNHK大河ドラマ「山河燃ゆ」の衣裳考証を担当。
- 1985年（昭和60年）財団法人セイコきもの文化財団を発足。パリにおいて「きもの文化展」を開催。NHK大河ドラマ「春の波涛」の衣裳考証を担当。
- 1997年（平成9年）鈴乃屋創業50周年を記念して、東京国際フォーラムで3日間連続きものショーを開催。2万5千人を動員。
- 2002年（平成14年）NHK大河ドラマ40年「華麗なる衣装展」を開催。紀宮清子内親王ご台臨。
- 2012年（平成24年）大河ドラマ衣裳考証30回記念、「大河ドラマを彩る きもの美」（非売品）刊行。
- 2015年（平成27年）鈴乃屋きものギャラリーオープン。「大河ドラマを彩るきもの"美"」展を開催。
- 2024年
  - 4月25日 - 着物販売事業などを株式会社鈴乃屋（新社）へ会社分割により譲渡したと同時に、鈴乃屋（新社）の全株式を株式会社紅輪に譲渡。商号を株式会社平河に変更。
  - 5月22日 - 東京地方裁判所から破産手続開始決定を受ける。

### 鈴乃屋（新社）
- 2024年
  - 4月25日 - 株式会社鈴乃屋（旧社、同日付で株式会社平河に商号変更）から着物販売事業などをへ会社分割により譲受したと同時に、株式会社紅輪の子会社となる。
  - 6月19日 - 本社を川崎市高津区に移転[9]。

## 衣装考証
| 年度   | 年度     | タイトル                         |
| ------ | -------- | -------------------------------- |
| 1984年 | 昭和59年 | 「山河燃ゆ」                     |
| 1985年 | 昭和60年 | 「春の波涛」                     |
| 1986年 | 昭和61年 | 「いのち」                       |
| 1987年 | 昭和62年 | 「独眼竜政宗」                   |
| 1988年 | 昭和63年 | 「武田信玄」                     |
| 1989年 | 平成元年 | 「春日局」                       |
| 1990年 | 平成2年  | 「翔ぶが如く」                   |
| 1991年 | 平成3年  | 「太平記」                       |
| 1992年 | 平成4年  | 「信長 KING OF ZIPANGU」         |
| 1993年 | 平成5年  | 「琉球の風」                     |
| 1994年 | 平成6年  | 「花の乱」                       |
| 1995年 | 平成7年  | 「八代将軍吉宗」                 |
| 1996年 | 平成8年  | 「秀吉」                         |
| 1997年 | 平成9年  | 「毛利元就」                     |
| 1998年 | 平成10年 | 「徳川慶喜」                     |
| 1999年 | 平成11年 | 「元禄繚乱」                     |
| 2000年 | 平成12年 | 「葵 徳川三代」                  |
| 2001年 | 平成13年 | 「北条時宗」                     |
| 2002年 | 平成14年 | 「利家とまつ〜加賀百万石物語〜」 |
| 2003年 | 平成15年 | 「武蔵 MUSASHI」                 |
| 2004年 | 平成16年 | 「新選組!」                      |
| 2005年 | 平成17年 | 「義経」                         |
| 2006年 | 平成18年 | 「功名が辻」                     |
| 2007年 | 平成19年 | 「風林火山」                     |
| 2008年 | 平成20年 | 「篤姫」                         |
| 2009年 | 平成21年 | 「天地人」                       |
| 2010年 | 平成22年 | 「龍馬伝」                       |
| 2011年 | 平成23年 | 「江〜姫たちの戦国〜」           |
| 2012年 | 平成24年 | 「平清盛」                       |
| 2013年 | 平成25年 | 「八重の桜」                     |
| 2014年 | 平成26年 | 「軍師官兵衛」                   |
| 2015年 | 平成27年 | 「花燃ゆ」                       |
| 2016年 | 平成28年 | 「真田丸」                       |
| 2017年 | 平成29年 | 「おんな城主 直虎」              |
| 2022年 | 令和4年  | 「鎌倉殿の13人」                 |

## グループ会社
- 鈴乃屋きもの学院[外部リンク 1]
- 鈴乃屋レンタルブティック[外部リンク 2]
- 鈴乃屋トラベル